# Malaysia de Est

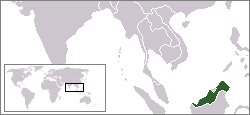
Malaysia de Est cuprinde statele din Sabah și Sarawak, și teritoriului federal de Labuan.

Malaysia de Est, de asemenea, cunoscut și sub numele Sabah și Sarawak (Sabah și Sarawak) sau Malaysian Borneo, este parte a Malaysia situat pe insula de Borneo. Se compune din Statele Malaysia din Sabah și Sarawak, și Federal Territory din Labuan.